# يسعور
يسعور (بالعبرية: יַסְעוּר) هو كيبوتس يقع في الجليل الغربي شرق عكا شمالي إسرائيل. بلغ عدد سكانه في عام 2016 نحو 790 نسمة. أقيم على أراضي قرية البروة المهجرة، ويستغل سكانه أراضي قريتي الدامون والرويس المهجرة للزراعة.

## تاريخ
تأسس الكيبوتس في عام 1949 على أيدي مهاجرين يهود من المجر، حيث كانوا أعضاءً في الحركة الشبابية الاشتراكية الصهيونية هاشومير هاتسعير. انضم إليهم في عام 1951 مجموعة مهاجرين من إنكلترا، وانضمت إليهم مجموعة أخرى من البرازيل في عام 1956.

## اقتصاد
كان اقتصاد الكيبوتس مبنيًا على مصنعي نسيج ودمى، إلا أنهما لم يحققا الأرباح فتم إغلاقهما. ثم أقيم مطعمًا للمأكولات الإيطالية وتم إغلاقه أيضًا. يعمل اليوم سكان الكيبوتس في مجال الزراعة وتربية المواشي والدواجن. وتشمل المحاصيل الحقلية على القطن والذرة والقمح والطماطم والبطيخ. ويزرع الرمان والأفوكادو في البساتين. يعمل بعض السكان خارج الكيبوتس في المناطق الصناعية القريبة.